# Operazioni in Valtellina (1866)
Le Operazioni in Valtellina del 1866 furono un episodio della terza guerra d'Indipendenza italiana e consistettero nella penetrazione di reparti austriaci dell'8ª Divisione del generale Franz Kuhn von Kuhnenfeld operante nel Trentino contro il Corpo Volontari Italiani di Giuseppe Garibaldi e nel successivo contrattacco italiano della Guardia Nazionale mobile comandata dal colonnello Enrico Guicciardi.

## Contesto
Allo scoppio della Terza guerra di indipendenza italiana, il 23 giugno 1866, l'esercito italiano era diviso in due armate: la prima, al comando di La Marmora, era stanziata in Lombardia ad ovest del Mincio verso le fortezze del Quadrilatero; la seconda, al comando del generale Enrico Cialdini in Emilia-Romagna, a sud del Po, verso Mantova e Rovigo.
Il lungo fronte alpino, invece, era affidato al Corpo Volontari Italiani di Giuseppe Garibaldi, al quale era affidato il compito di controllare il lungo tratto di confine che divideva la Lombardia dal Tirolo e dal Trentino, principalmente attraverso due vie di penetrazione: il Passo dello Stelvio, a nord, ed il Passo del Tonale, al centro. Lungo la terza via di penetrazione, il lago d'Idro, a sud, lo stesso generale Giuseppe Garibaldi aveva il compito di guidare il grosso dei volontari a penetrare verso Trento (Invasione del Trentino (Garibaldi - 1866)).

## L'avanzata austriaca sullo Stelvio ed il Tonale
Sin dalla fine di giugno il comando austriaco del Tirolo aveva comandato di avanzare a ridosso dei passi, occupando i versanti occidentali e, se possibile, avanzare oltre. Facendo ciò, il comandante austriaco in Tirolo, generale Franz Kuhn von Kuhnenfeld rispondeva ad un telegramma ricevuto il 29 giugno, alcuni giorni dopo la sconfitta italiana alla battaglia di Custoza, dall'Arciduca Alberto: "tenere presidiati passi Tonale e Stelvio con Tiratori stanziali, contemporaneamente avanzare per detti passi con truppe mobili su Edolo, Tirano, Teglio, da lì condurre una piccola guerra."
La prima azione interessò il Tonale, ove si portò un primo distaccamento, che gli Italiani avrebbero cercato, invano, di sloggiare, alla battaglia di Vezza d'Oglio. L'avanzata austriaca aveva proceduto anche dal secondo dei grandi passi alpini che dividono la Lombardia italiana dal Tirolo allora austriaco: il Passo dello Stelvio.
Il 2 luglio una colonna discesa dal Passo dello Stelvio aveva occupato Bormio. La sera del 3 luglio un distaccamento di una cinquantina di uomini aveva proceduto molto più in là, sul Passo del Mortirolo, per controllare eventuali collegamenti fra i volontari di Val Camonica e quelli di Valtellina.

## La controffensiva italiana
La Guardia Nazionale Mobile (il 44º battaglione) del colonnello Enrico Guicciardi (nobile valtellinese, veterano della seconda guerra d'indipendenza italiana ove aveva combattuto alla testa di un Battaglione Valtellinese) con 1 200 uomini, organizzò la difesa della valle alla stretta di Sondalo.  Al reparto erano aggregati 23 carabinieri al comando di un ufficiale.
Nel frattempo, tuttavia, a seguito delle notizie giunte circa la sconfitta austriaca alla battaglia di Sadowa, gli austriaci cessarono ogni intenzione offensiva sul fronte Italiano e Kuhn agì conseguentemente. Andavano tenuti, in ogni caso, i passi.
Anche lì, tuttavia, lo schermo austriaco era debole, e l'11 luglio, a mezzanotte, un drappello italiano, guidato dal bormino Pietro Pedranzini (che già si era battuto da sergente contro gli austriaci alla difesa dello Stelvio nel 1848, catturò un reparto austriaco ai Bagni Vecchi nel 1859 con l'allora colonnello Nino Bixio), iniziò la salita dell'aspro passo della Reit (che ora porta il suo nome), per piombare di sorpresa sulla prima cantoniera dello Stelvio, catturando l'intero distaccamento, 65 prigionieri. Per convincerli alla resa, Pedranzini fece credere ai nemici d'essere accerchiati provocando il rotolamento di massi dalla montagna.

## Esito e conseguenze
L'azione austriaca si era, comunque, esaurita, ed era ormai chiaro, a quei comandi, che nessuna minaccia da parte italiana sarebbe provenuta dalla Valtellina. Nelle settimane successive si registrarono, di conseguenza, solo sporadiche scaramucce.
La Legione di Guicciardi rimase a Bormio fino al 23 settembre per poi sciogliersi a Sondrio il 28 dello stesso mese.
La lezione non sarebbe stata dimenticata: tra il 1908 ed il 1912, infatti l'esercito italiano procedette alla costruzione del forte di Oga (o Forte Venini, in onore del Capitano valtellinese Venini, medaglia d'oro al valor militare alla campagna di Libia), e alla costruzione del piccolo forte sul Monte Scale (postazioni d'artiglieria), dominanti la conca di Bormio e la strada dello Stelvio.